# Betreibungsamt
Das Betreibungsamt ist eine kantonale oder kommunale Behörde, welche nach schweizerischem Recht für die Durchführung der Betreibungen (Einleitungsverfahren und spezialexekutorische Fortsetzungsverfahren) zuständig ist.
Daneben führt das Betreibungsamt u. a. auch diverse Register. Bundesrechtlich finden sich einschlägige Vorschriften insbesondere im Schuldbetreibungs- und Konkursrecht.
Die Betreibungsämter geben – als öffentliche, unabhängige und demokratisch kontrollierte Stellen – auch Auskünfte und Bestätigungen (Registerauszüge) über die Schuldensituation von Organisationen oder Personen (z. B. Bestätigungen für Vermieter). Dies entspricht in Deutschland dem beim Amtsgericht geführten Schuldnerverzeichnis.
Neben dem Betreibungsamt sind im schweizerischen Zwangsvollstreckungs- und Insolvenzrecht noch weitere Stellen tätig, so zum Beispiel Gerichte (namentlich Nachlassgerichte), Aufsichtsbehörden, Konkursämter, kantonale Depositenanstalten, Sachwalter usw.
Das deutsche Pendant für Betreibungsamt ist der Gerichtsvollzieher.